# أثر جائحة كورونا 2019-20 على ألعاب الفيديو
كان لجائحة فيروس كورونا 2019-20 تأثير كبير على صناعة ألعاب الفيديو. وتأثرت صناعة ألعاب الفيديو بتفشي المرض بطرق مختلفة، ويرجع ذلك في معظم الأحيان إلى اسباب متعلقة بالسفر من وإلى الصين أو إلى أي مكان آخر أو إلى التباطؤ في عمليات التصنيع داخل الصين.

## نظرة عامة
وعلى النقيض من العديد من القطاعات الاقتصادية الأخرى التي تتأثر بشكل كبير من الوباء، كانت صناعة ألعاب الفيديو عموما أكثر قدرة على التكيف مع الوباء. تمكن معظم مطوري ألعاب الفيديو والناشرين والمشغلين من الحفاظ على العمليات مع الموظفين الذين يعملون من المنزل للحفاظ على تطوير الألعاب والإصدارات الرقمية. علاوة على ذلك، مع وجود العديد من الأشخاص على مستوى العالم في المنزل وعدم القدرة على العمل، شهدت الألعاب عبر الإنترنت الأرقام القياسية للاعبين خلال الجائحة كنشاط شعبي لمواجهة النأي الاجتماعي، وهي ممارسة أوصت بها منظمة الصحة العالمية والتي ساعدت على زيادة الإيرادات للعديد من الشركات.
ولا تزال هناك آثار سلبية على الصناعة، لا سيما مع إلغاء أو تأجيل الأحداث التجارية الكبرى مثل E3 2020 التي قد تؤثر على العلاقات بين المطورين الأصغر والناشرين. وعلاوة على ذلك، كان العديد من البطولات esport لتغيير خطط لألعابهم، والانتقال من الأحداث الحية للعب عن بعد أو إلغاء تماما. ومن المتوقع أيضا أن يؤثر منشأ الوباء في الصين على سلاسل الإمداد للإلكترونيات لهذا العام مما قد يحد من توافر المعدات بمجرد تخفيف الوباء. قد يؤثر هذا على خطط Microsoft وSony لإصدار وحدات تحكم الجيل التالي الخاصة بهم، سلسلة Xbox X وPlayStation 5 في جزء من العام.

## الأحداث المتأثرة بالجائحة
المسابقات
برو الدوري الموسم 11، وهو هجوم مضاد: بطولة الهجوم العالمي كان في الأصل ستكون حدثا حاليا مع النهائيات التي تجري في دنفر، كولورادو، الولايات المتحدة. ومع ذلك، بسبب وباء الفيروس التاجي العالمي، أعلنت ESL أن كلا من الموسم العادي والنهائيات سيتم تقسيمها إلى منطقتين: أوروبا وأمريكا الشمالية وأن الموسم العادي والنهائيات ستقام بالكامل عبر الإنترنت.
تم تعليق بطولة دوري الأساطير وبطولة أوروبا لدوري الأساطير مؤقتًا في 13 مارس واستأنفا اللعب كتنسيق عبر الإنترنت في 20 مارس.
وألغى دوري المراقبة، بعد أن خطط لجلب أحداث هومستاند في موسمه 2020، تلك التي تحدث في الصين ونقلها إلى وقت لاحق من الموسم إلى كوريا الجنوبية. ونقلت بعض الفرق التي تتخذ من الصين مقراً لها مجموعاتها التدريبية إلى كوريا أو إلى أي مكان آخر أيضاً. في وقت لاحق، ألغت عاصفة ثلجية وإعادة جدولة تلك المباريات الكورية الجنوبية بسبب انتشار الفيروس التاجي إلى ذلك البلد. في 31 مارس، أعلن دوري المراقبة أنهم يتخلون عن نموذج Homestand بالكامل لصالح نقل المباريات لبقية الموسم عبر الإنترنت.
تم إلغاء السلسلة الجارية من بطولة العالم بوكيمون 2020 من قبل شركة بوكيمون بما في ذلك أحداث أمريكا الشمالية (المقرر ة في 26-28 يونيو) والعالمية (المقرر ة في 14-16 أغسطس).
تم تأجيل بطولة العالم للصواريخ الحية لموسمها التاسع، المقرر في 24 أبريل 2020 في دالاس إلى أجل غير مسمى.

## أحداث أخرى
تم تأجيل معرض ألعاب تايبيه، الذي كان من المقرر عرضه في الفترة من 6 إلى 9 فبراير 2020 إلى 25-28 يونيو 2020،، ولكن تم إلغاؤه في مارس 2020 بسبب تصاعد الفيروس التاجي.
تم إلغاء المؤتمر العالمي للجوال، الذي كان قد عقد في برشلونة، إسبانيا في مارس 2020، حيث اضطر العديد من البائعين المقيمين في الصين إلى إلغاء خططهم.
سحب العديد من البائعين أو تحجيم الخطط مرة أخرى إلى الحاضر في باكس الشرق في بوسطن في نهاية فبراير 2020 بما في ذلك سوني الترفيه التفاعلي، سكوير Enix، الفنون الإلكترونية، كابكوم، CD Projekt وشركة PUBG.
وبالمثل، انسحبت العديد من الشركات من مؤتمر مطوري الألعاب في سان فرانسيسكو في مارس 2020، مما أجبر المنظمين على تأجيل العرض إلى وقت لاحق في عام 2020. ومع ذلك، ابتكر منظمو الحدث مخططًا لتشغيل GDC كمؤتمر افتراضي بعد جدول زمني مماثل عبر نفس مجموعة الأيام باستخدام خدمات البث مع مجموعة فرعية من الأحداث المخطط لها التي يتم تقديمها من خلال وسائط البث وتم إتاحتها عبر الإنترنت بعد أسبوع. وشمل ذلك جوائز اختيار مطوري الألعاب وعروض مهرجان الألعاب المستقلة.
وقالت جمعية برامج الترفيه (ESA) حتى أوائل مارس 2020 أنها لا تزال تخطط لعقد E3 2020 على الرغم من حالات الطوارئ المعلنة في كل من مقاطعتي كاليفورنيا ولوس أنجلوس.ومع ذلك، في 11 مارس 2020، أكدت وكالة الإيسا أنها ألغت العرض الفعلي E3 وسط مخاوف من تفشي المرض لأنها تتطلع إلى ترتيب عروض افتراضية من العارضين. ومع ذلك، بحلول أبريل 2020، قررت وكالة الإيسا أن الخدمات اللوجستية لترتيب حدث افتراضي كانت صعبة للغاية بسبب انقطاع الجائحة، وألغت العرض بالكامل في عام 2020، ولكن مع وجود خطط للعودة في عام 2021. وعرضت وكالة الإيسا الموقع الإلكتروني E3 لمساعدة الشركاء على دعم إعلانات المنتجات بدلاً من معرض E3.
يتم نقل جوائز ألعاب الأوسكار البريطانية السادسة عشرة، التي تقدم عادة في حفل أقيم في لندن، إلى حدث مباشر بسبب المخاوف بشأن الفيروس التاجي.
وشملت الاتفاقيات والمعارض والمعارض التجارية الأخرى المتصلة بالألعاب التي ألغيت أو تأجلت ما يلي:
الجنوب والجنوب الغربي المخطط لها في أوستن، تكساس في مارس، لا تزال جوائز الألعاب SXSW تمنح على الرغم من إعلان على الإنترنت في مارس 2020.
الزمرد مدينة فكاهية كون المخطط لسياتل، واشنطن في آذار/مارس،
TwitchCon أوروبا المخطط لها في أمستردام في مايو،
تم التخطيط لحدث Minecraft Live 2020 (Minecon) في أورلاندو، فلوريدا في سبتمبر 2020.
الحدث 25 QuakeCon، المخطط له في دالاس، تكساس في آب/أغسطس.

## إصدارات الأجهزة والبرامج
تم تأخير العديد من الألعاب بسبب الفيروس التاجي وظروف العمل عن بعد للمطورين بما في ذلك:
نسخة نينتندو سويتش من العالمالخارجي من 6 مارس إلى 5 يونيو 2020.
يوما ما سوف تعود من 14 أبريل إلى 5 مايو 2020.
القفار 3 من 19 مايو إلى 28 أغسطس 2020.

تأخر الجزء الأخير منا الثاني ومارفل الرجل الحديدي VR «حتى إشعار آخر».
تلقت بعض الألعاب أيضًا إصدارات مبكرة في مناطق معينة:
في GameStop في الولايات المتحدة، تم إصدار Doom Eternal قبل يوم واحد من تاريخ إصداره الرسمي لفصل الحشود عن أولئك الذين يشترون عبور الحيوان: آفاق جديدة (حيث تم إصدار كلتا المباراتين رسميًا في 20 مارس).
سيتم إصدار AFL Evolution 2 في 16 أبريل 2020، قبل أسبوع من تاريخ إصداره الأصلي. للحد من الاتصال المادي، سيتم بيع النسخ الفعلية من اللعبة في البداية من خلال تجار التجزئة عبر الإنترنت فقط.
تم شحن Final Fantasy VII Remake مبكرًا إلى أوروبا وأستراليا حتى يتمكن اللاعبون الذين يعيشون في البلدان التي تواجه حاليًا أكبر اضطراب في لعب اللعبة في يوم إطلاقها.
شهدت Ring Fit Adventure التي تنطوي على النشاط البدني باستخدام ملحقات خاصة ارتفاع الطلب في الصين نتيجة للحجر الصحي حيث سعى السكان إلى شيء للنشاط البدني، مما أدى إلى نقص وتضخم الأسعار في آسيا والمناطق المجاورة. توسع نقص مماثل للعبة مع الحجر الصحي وأوامر البقاء في المنزل إلى العديد من المواقع الغربية خلال شهر مارس 2020.

## خدمات
لأن الكثير من العالم طُلب منه البقاء في المنزل للمساعدة في الحد من انتشار الفيروس التاجي، نما لعب ألعاب الفيديو وغيرها من استخدام الإنترنت بشكل كبير من مارس 2020. شهدت Steam، واجهة المتجر الرقمية الرئيسية لألعاب الفيديو الشخصية على الكمبيوتر الشخصي أكثر من 23 مليون لاعب متزامن خلال مارس 2020، متجاوزة جميع السجلات السابقة في حين أن خدمة البث، شهدت Twitch أكثر من 3 مليارات ساعة من المحتوى الذي شاهد خلال الربع الأول من عام 2020، بزيادة قدرها 20% عن العام السابق.استنفدت سعة GeForce Now مؤقتًا في أوروبا قبل إضافة سعة خادم إضافية.
وقد أدى عرض النطاق الترددي الإضافي من ألعاب الفيديو وغيرها من خدمات الإنترنت إلى خلق مخاوف من عدم توافر عرض النطاق الترددي الحرج للعناصر الطبية وغيرها من عناصر البنية التحتية الرئيسية اللازمة للتخفيف من الفيروس التاجي. للمساعدة في تقليل الطلب خلال ساعات الذروة، توجت شبكة توصيل محتوى Akamai للعديد من ألعاب الفيديووواجهات المتاجر الرقمية الرئيسية مثل و سرعات التنزيل وشجعت المستخدمين على التنزيل في ساعات الذروة.

## إنتاج الأجهزة
وقد تم تخفيض إنتاج نينتندو سويتش في فيتنام بسبب انخفاض امدادات المكونات من الصين بسبب تباطؤ الإنتاج من الحجر الصحي. ونتيجة لذلك، انخفضت إمدادات التبديل بشكل كبير في اليابان ومع تجار التجزئة الذين يخشون حدوث نقص مماثل في أوروبا وأمريكا الشمالية.
أغلقت نينتندو الأمريكية مراكز الإصلاح كإجراء وقائي. كما تم إغلاق مقر الشركة في ريدموند، واشنطن والمتجر الرئيسي في مدينة نيويورك.
أعلن صمام أن إنتاجها على مؤشر صمام سماعة الواقع الافتراضي انخفض بسبب تأثير الفيروس التاجي وسيكون أقل من الشحنات المتوقعة مما كان مقررا من قبل الإفراج عن نصف الحياة: Alyx.
وقد اخر كونامى إصدار سيارة توربو جرافاكس - 16 الصغيرة في مارس بسبب مشكلات في سلسلة الإنتاج في الصين بسبب الفيروس التاجى.
أتاري تأخر في سي في سي أتاري التي كان من المفترض في البداية أن الإفراج في مارس 2020 بسبب الفيروس التاجي.

## المبيعات
2012 لعبة الطاعون شركة من قبل الإبداعات Ndemic شهدت زيادة كبيرة في المبيعات نتيجة للفيروس التاجي. أصبحت اللعبة مؤقتًا التطبيق الأعلى أجرًا في العديد من متاجر التطبيقات الإقليمية التي تتفوق على Minecraft المعمرة. يعتقد بعض المحللين [من؟] أن أولئك الذين يشعرون بالقلق بشأن الفيروس التاجي استخدموا اللعبة لمعرفة أنه يمكن أن ينتشر كوسيلة لتهدئة مخاوفهم. وفي وقت لاحق، أضاف نديميك وضع لعب جديد لشركة Plague Inc، بهدف محاولة وقف وباء مستمر من خلال خيارات مختلفة ممكنة باستخدام العمل الذي طورته بالتنسيق مع منظمة الصحة العالمية والشبكة العالمية للإنذار بالفاشيات والاستجابة لها. وعلاوة على ذلك، تبرع نديميك بمبلغ 250,000 دولار أمريكي لتحالف ابتكارات التأهب للأوبئة وصندوق الاستجابة التضامنية COVID-19 التابع لمنظمة الصحة العالمية للمساعدة في مكافحة الوباء، وشجع لاعبي اللعبة على أن يفعلوا الشيء نفسه.
شهد التكيف الرقمي لعام 2018 للجائحة من Asmodee زيادة في المبيعات.
عبور الحيوانات: تفوقت آفاق جديدة على توقعات الصناعة، حيث بيعت في أسبوع افتتاحها في المملكة المتحدة أكثر من جميع عمليات الإطلاق السابقة في الامتياز مجتمعة لنفس المنطقة.

## تجار التجزئة
تعرضت سلسلة ألعاب الفيديو في أمريكا الشمالية، GameStop وفرعها الكندي، ألعاب EB لانتقادات بسبب استجابتها الشاملة لوباء الفيروس التاجي. وتجدر الإشارة إلى أنها تلقت انتقادات واسعة النطاق عندما، بعد أن أصدرت العديد من الولايات والمقاطعات أوامر «البقاء في المنزل» أو «المأوى في مكان» التي تتطلب من الشركات غير الأساسية إغلاق ابتداء من مارس 2020، أنها تعتبر مخازنها شركة أساسية، مشيرة إلى أنها توفر «حاجة كبيرة للحلول التكنولوجية». قامت السلسلة في وقت لاحق بمراجعة هذا القرار، وإغلاق معظم المواقع وترك متاجر مختارة فقط مفتوحة لتوفير تسليم أوامر عبر الإنترنت أو عبر الهاتف للعملاء.
أغلقت CeX جميع متاجر الشركات في المملكة المتحدة في 23 مارس وطلبت من الامتيازات أن تفعل الشيء نفسه.
لعبة X التغيير، وهو تاجر تجزئة لعبة الإقليمية مقرها في ولاية أركنساس، جذبت انتقادات للحفاظ على مواقع البيع بالتجزئة مفتوحة في المناطق مع البقاء في أوامر المنزل.

## الهيئات التجارية الصناعية
واضطرت هيئة تصنيف اللعبة اليابانية الكمبيوتر الترفيه تصنيف منظمة (CERO) لإغلاق العمليات من أوائل نيسان/أبريل حتى 7 مايو على الأقل، والتي من المتوقع أن تؤخر بعض الإصدارات في اليابان لأنها تنتظر تصنيف للإفراج عن التجزئة.

## دعم الصناعة لجهود التخفيف والإغاثة
تبرعت نينتندو الأمريكية بأقنعة وجه من نوع N95 بـ 9500 قناع للمستجيبين الأوائل في منطقة ولاية واشنطن في مارس بعد إغلاق منشأتهم خلال برنامج البقاء في المنزل في واشنطن.
استضافت Twitch بثًا خيريًا لمدة 12 ساعة في 28 مارس 2020 لجمع الأموال لصندوق الاستجابة التضامنية COVID-19. وتضمن الدفق ألعاباً وموسيقى ومشاهير رياضيين يلعبون ألعاباً مثل فورتنيت وأونو.
وعمل العديد من ناشري الألعاب مع منظمة الصحة العالمية لدعم حملتها #PlayApartTogether،" وشجعوا اللاعبين على مواصلة المشاركة الاجتماعية في ألعاب الفيديو عبر الألعاب عبر الإنترنت بدلاً من الوسائل المادية. وانضمت 18 شركة في البداية إلى هذا الجهد عند الإعلان عنه في مارس 2020، وانضمت 40 شركة أخرى على الأقل بحلول أوائل أبريل.
ألعاب القيام السريعة، وهو حدث السرعة التي تحركها الخيرية، وكان لنقل الحدث المخطط لها يونيو 2020 بسبب الوباء، ولكن بدلا من ذلك أعلنت أنها سوف تدير تماما على الإنترنت «كورونا الإغاثة القيام به سريعة» الحدث من 17 أبريل إلى 19 أبريل 2020 مع الأموال التي تم جمعها الذهاب إلى الإغاثة المباشرة.
سوف تتبرع ألعاب روك خمسة في المئة من الإيرادات الناتجة عن عمليات الشراء في اللعبة في Grand Theft Auto Online و Red Dead Online في أبريل ومايو 2020 لجهود الإغاثة COVID-19.
قدمت حزمة متواضعة «قهر COVID-19 حزمة» من الألعاب والكتب الإلكترونية من 31 مارس إلى 7 أبريل 2020 مع جميع العائدات الذهاب إلى الإغاثة المباشرة، لجنة الإنقاذ الدولية، أطباء بلا حدود والشركاء في الصحة.
عملت مجموعة تجارة ألعاب الفيديو في المملكة المتحدة، جمعية الترفيه التفاعلي في المملكة المتحدة (UKIE) مع وزارة المملكة المتحدة للرقمية والثقافة والإعلام والرياضة لدفع حملة الحكومة من «البقاء في المنزل، وإنقاذ الأرواح» في ألعاب الفيديو لأعضائها التي تدعم الرسائل الديناميكية كما هو الحال داخل شاشات القائمة في اللعبة.